# Aneomochtherus mundus
Aneomochtherus mundus là một loài ruồi trong họ Asilidae. Aneomochtherus mundus được Loew miêu tả năm 1849.